# Bill Downs
William Randall Downs, Jr. (17 de agosto de 1914-3 de mayo de 1978) fue un periodista de medios electrónicos y corresponsal de guerra estadounidense. Trabajó para CBS News de 1942 a 1962 y para ABC News de 1963 hasta su muerte. Se le conoció más por su trabajo con Edward R. Murrow como uno de los Murrow Boys originales. 
Downs informó para los frentes Oriental y Occidental durante la Segunda Guerra Mundial y fue el primero en realizar una transmisión en vivo desde Normandía a los Estados Unidos después de Día D. Después de la rendición alemana y el final de la guerra en Europa, se unió a un equipo de prensa que recorrió Asia antes de la victoria sobre Japón. Entró en Tokio con las fuerzas aliadas de ocupación, cubrió la rendición japonesa y fue uno de los primeros estadounidenses en Hiroshima y Nagasaki después de los bombardeos atómicos.